# Marta Marksa
Marta Marksa (* 7. Juni 2002) ist eine lettische Hürdenläuferin, die sich auf die 100-Meter-Distanz spezialisiert hat.

## Sportliche Laufbahn
Erste internationale Erfahrungen sammelte Marta Marksa beim Europäischen Olympischen Jugendfestival (EYOF) in Baku, bei dem sie mit 13,83 s über die Jugend-Hürden in der ersten Runde ausschied.
2020 wurde Marksa lettische Meisterin im 100-Meter-Hürdenlauf.

## Bestleistungen
- 100 m Hürden: 13,97 s (−1,3 m/s), 8. August 2020 in Jelgava
  - 60 m Hürden (Halle): 8,85 s, 29. Februar 2020 in Kuldīga